# Гагарин, Даниил Григорьевич Короб
Князь Даниил Григорьевич Гагарин по прозванию Короб — рында, стольник, московский дворянин, голова и воевода во времена правления Михаила Фёдоровича.
Из княжеского рода Гагарины. Единственный сын воеводы и князя Григория Ивановича Гагарина.

## Биография
Показан в стольниках. В 1613 году расписался пятьдесят четвёртым в грамоте на избрании на царство Михаила Фёдоровича. В 1615 и 1620 годах письменный голова в Тобольске. В 1617 и 1618 годах рында при представлении Государю юргенского посла. В 1623 году на свадьбе царевича Михаила Кайбулатовича и Марии Григорьевны Ляпуновой был вторым в свадебном поезде. В феврале 1626 года на бракосочетании царя Михаила Фёдоровича с Евдокией Лукьяновной Стрешневой, послан в Тихвин от новобрачной царицы, к вдовствующей супруге царя Ивана IV Васильевича Грозного — царице Анне Алексеевне Колтовской в инокинях Дарья, находившаяся в Тихвинском Введенском монастыре, с убрусом, ширинкою, караваем и сыром. Князь Даниил Григорьевичем являлся родственником вдовствующей царицы.
В 1628-1630 годах второй воевода в Пскове. В марте 1633 года первый воевода Передового полка в Дедилово. В 1635-1639 годах первый воевода в Сургуте. В 1627—1640 годах в Боярской книге записан московским дворянином.
По родословной росписи показан бездетным.

## Критика
П. Н. Петров в «Истории родов русского дворянства» упоминает отца, князя Григория Ивановича Гагарина, но о сыне, князе Данииле Григорьевиче — не упоминает.